# Ertuğrul Oğuz Fırat
Ertuğrul Oğuz Fırat (* 1. Februar 1923 in Malatya; † 16. Oktober 2014 in Ankara) war ein türkischer Komponist, Maler und Dichter.

## Biografie
Etwa im Alter von zehn Jahren begann Fırat mit ersten schriftstellerischen Versuchen. Die Faszination für die Musik ergriff ihn während des Gymnasiums. Nach einem abgebrochenen Archäologiestudium studierte Fırat Rechtswissenschaft in Istanbul und arbeitete als Richter, bis er sich 1979 von diesem Beruf zurückzog und nach Ankara übersiedelte. Dort widmet er sich seither ausschließlich seinen künstlerischen Betätigungen.

## Zum Werk

### Der Komponist
Fast alle seine künstlerischen Fähigkeiten erwarb Fırat als Autodidakt. Schon während des Studiums war er ein begeisterter Konzertgänger, zu seinem 20. Geburtstag bekam er von seiner Mutter ein Klavier geschenkt, mit dem er erste Kompositionsversuche unternahm. Ein Freund vermittelte ihm Harmonielehre-Unterricht bei dem Geiger Karl Berger, den er nach einigen Monaten wegen seines wachsenden Interesses für die zeitgenössische Musik wieder verließ. Auch eine Begegnung mit İlhan Usmanbaş 1947 war nach eigenem Bekunden für seine musikalische Bildung entscheidend. Fırat hielt zeitlebens Distanz zu den kompositorischen Schulen der Türkei, die durch Auslandsstudien, besonders in Deutschland, geprägt waren. Außerdem verließ er sein Heimatland bis auf einen kurzen Aufenthalt in Wuppertal nie. So finden sich einige typische Einflüsse der westlichen Musik auf die meisten der westlich-klassischen türkischen Komponisten in seinem Werk nicht, zum Beispiel die der Jugendmusik- und Chorbewegung oder des traditionellen vierstimmigen Tonsatzes, wie er an westlichen Musikhochschulen gelehrt wird.
Stilistisch ist er mit Béla Bartók und Zoltán Kodály verglichen worden, in Bezug auf die Unmittelbarkeit oder Rohheit seiner Kompositionstechnik auch mit Modest Mussorgsky. Sein frühes Schaffen konzentrierte sich auf die Kammermusik, später entstanden Werke in fast allen Genres. Fırat unterrichtete auch privat, in seiner Unkonventionalität ist er ein entscheidender Ideengeber der jüngeren türkischen Komponistengeneration. Dennoch wurden nur knapp ein Viertel seiner 94 Opera öffentlich aufgeführt.

### Der Maler
Das Bedürfnis zu malen entstand in Fırat in den 1960er Jahren nach dem Tod seiner Mutter, als er die Erinnerungen an die gemeinsame Zeit bildnerisch festhalten wollte. Nach langer Ablehnung durch den türkischen Kunstmarkt erhielt er 1970 bei der Wuppertaler Galerie Palette-Röderhaus eine erste Einzelausstellung, nach der sich allmählich ein bleibender Erfolg einstellte. Seine figurativen, farbenreichen, über dreihundert Werke umfassenden Malereien sind heute in Sammlungen in ganz Westeuropa, der Türkei und den USA verbreitet.

### Der Dichter
Fırat veröffentlichte Gedichte und kleine Texte in zahlreichen Magazinen der Türkei, Kurzgeschichten und Gedichte erschienen 1995 und 1997 in Buchform, 1999 veröffentlichte er eine Essay-Sammlung zur Musikgeschichte des 20. Jahrhunderts.